# Marius Jaccard

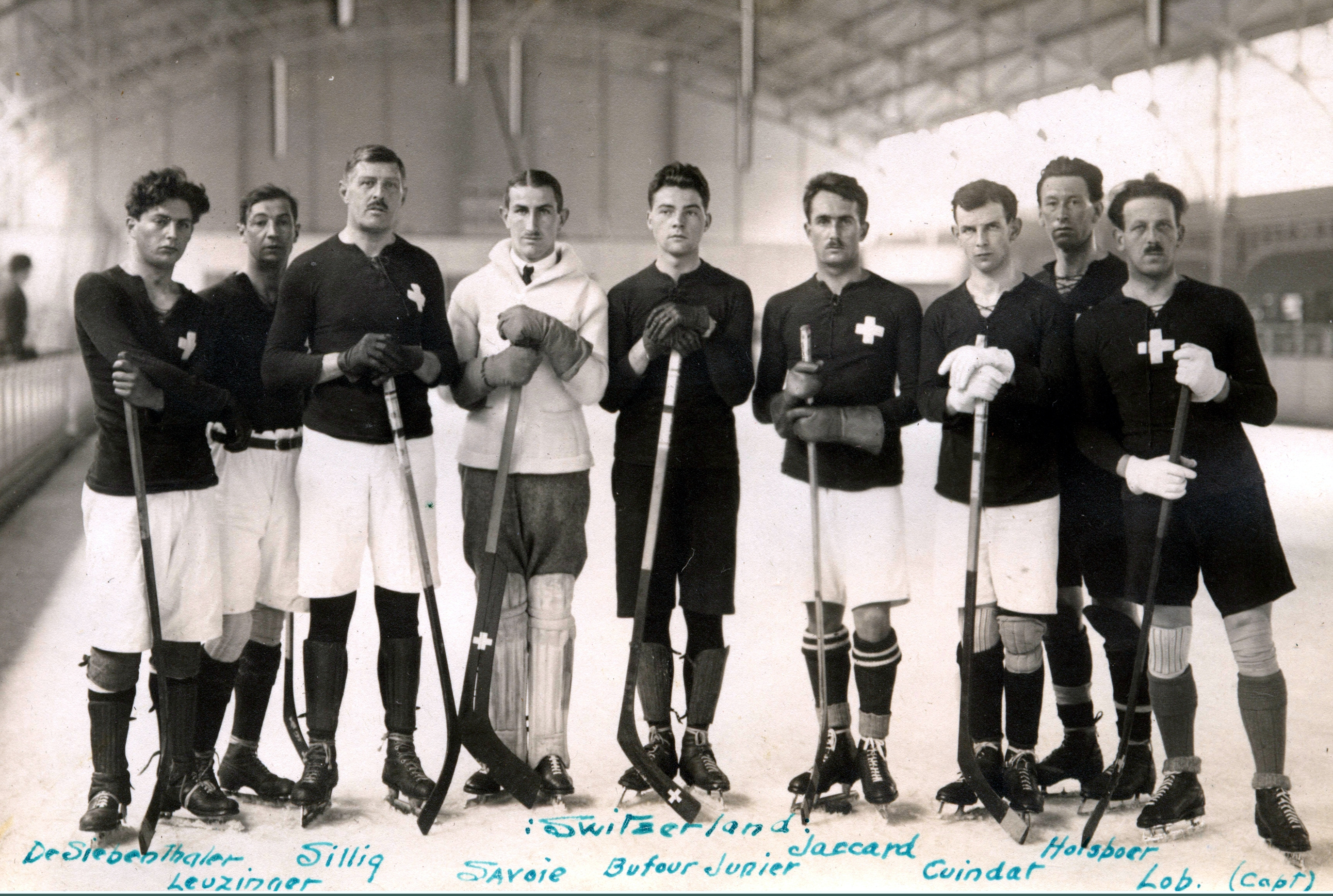
Schweizer Eishockeynationalmannschaft bei den Olympischen Sommerspielen 1920, Jaccard vierter von rechts

Marius „Maurice“ Jaccard (* 27. März 1898 in Genf; † 19. Januar 1978 in Pully) war ein Schweizer Eishockeyspieler.

## Karriere
Marius Jaccard spielte für den CP Lausanne, Lausanne HC, den HC Château-d’Oex und den Villars HC. Mit Château-d'Œx gewann er 1924 die internationale Schweizer Meisterschaft. Darüber hinaus spielte Jaccard Fußball bei Montriond Sports. 1931 vertrat er die Mannschaft des Lycée Jaccard bei der Schweizer Meisterschaft.
Marius Jaccard war mehr als vierzig Jahre lang Direktor des Lycée Jaccard. Die Internatsschule wurde 1912 von seinem Vater, der ebenfalls Marius hieß, gegründet und wurde von englischen Instituten, die Sport und Schule verbanden, inspiriert. Die Bewohner der Schule in Pully stammten aus reichen, bedeutenden Familien und die überwiegende Mehrheit waren Engländer und Amerikaner. Er war außerdem Redakteur in der Sportabteilung der La Tribune de Lausanne.
Marius Jaccard nahm für die Schweizer Eishockeynationalmannschaft an den Olympischen Sommerspielen 1920 in Antwerpen sowie den Olympischen Winterspielen 1924 in Chamonix teil. Auch bei der Eishockey-Europameisterschaft 1922 vertrat er sein Heimatland und gewann die Bronzemedaille.